# Szerelemre születtem
A Szerelemre születtem Zoltán Erika első nagylemeze, amin a Neoton Família tagjainak szerzeményei hallhatók.

## Az album dalai
1. Szerelemre születtem (N. Tony-S. Brosi-Jávor Andrea)
2. Hova menjek (Pásztor László-Jakab György-Hatvani Emese)
3. Luftballon (Pásztor László-Jakab György-Hatvani Emese-Joós István)
4. Remetelány (F. Enz-Pásztor László-Jakab György-Hatvani Emese)
5. Féltelek (Pásztor László-Jakab György-Jávor Andrea)
6. Madonna (F. Enz-Pásztor László-Jakab György-Hatvani Emese)
7. Csak egy szerelmes lány vagyok (Pásztor László-Jakab György-Hatvani Emese)
8. Apámról nincs mit mondanom (Pásztor László-Jakab György-Hatvani Emese)
9. Banális történet (Pásztor László-Jakab György-Hatvani Emese-Bardóczi Gyula)

A Hova menjek című dalt eredetileg a Neoton Família adta elő, a Marathon című 1980-ban kiadott lemezen jelent meg.
A Féltelek című dal Zoltán Erika és Gergely Róbert közös duettje.

## Közreműködők
- Zoltán Erika – ének
- Gergely Róbert – ének
- Juhász Mari, Pál Éva – vokál
- Bardóczi Gyula – dobok
- Jakab György – billentyűs hangszerek
- Pásztor László – gitár, zenei rendező
- Végvári Ádám – gitár
- Lakatos Gábor – szintetizátor programok, hangmérnök